# هارولد واشنطن
هارولد واشنطن (بالإنجليزية: Harold Washington)‏ هو محامي وسياسي أمريكي، ولد في 15 أبريل 1922 في شيكاغو في الولايات المتحدة، وتوفي بنفس المكان في 25 نوفمبر 1987 بسبب نوبة قلبية. حزبياً، نشط في الحزب الديمقراطي. وقد انتخب عمدة شيكاغو ‏ (29 أبريل 1983 – 25 نوفمبر 1987) وانتخب عضو مجلس نواب إلينوي وانتخب عضو مجلس النواب الأمريكي عن دائرة Illinois's 1st congressional district ‏ (3 يناير 1981 – 30 أبريل 1983).

## روابط خارجية
- هارولد واشنطن على موقع الموسوعة البريطانية (الإنجليزية)
- هارولد واشنطن على موقع مونزينجر (الألمانية)
- هارولد واشنطن على موقع إن إن دي بي (الإنجليزية)